# Ілунга Кабалі
Ілунга Кабалі (д/н — 1850/1864) — мулохве (володар) держави Луба в 1820—1850 або 1837—1864 роках.

## Життєпис
Син або брат мулохве Кумвімба Нґомбе. Посів трон за різними відомостями 1820 або 1837 року (такі розбіжності викликані тим, що дані про правителів Луби ґрунтуються на усних джерелах, з яких в подальшому робилися записи). Також за одними відомостями він повалив сина Кумвімба Нґомбе — Ндаї Мусінгу — за іншими вбив самого Кумвімбу Нґомбе.
Негативну характеристику йому надав занзибарський торговець Тіппу Тіп, що називав його тираном та вкрай жорстокою людиною. Ймовірно це було викликано бажанням Ілунга Кабалі утримати під владою велику державу. Втім принцип спадковості посади намісника в провінції, до того ж її очільники належали до правлячого роду луби, створювало ґрунт до постійних змов та повстань. Напевне мулохве довелося навадити порядок доволі жорстокими заходами й численними стратами. 
Наслідком цього було збереження влади над землями від області Кусу (сучасна провінція Манієма) на півночі, до області Санга (західна частина сучасної Катанги) на півдні включно, від кордонів з Лундою на заході до західного узбережжя озера Танганьїка на сході включно.
Водночас торгівельні та державні інтереси стали зачепляти португальці та занзибарські араби, що проникали до Луби. В будь-якому разі відповідно до Тіппу Тіпа мулохве Ілунга Кабалі зумів зберегти єдину державу, після його смерті, що сталася 1850 або 1862 року почалася боротьба за трон між його синами Мулоба, Кітамба і Каломбо, в якій 1865 або 1869 року вийшов переможцем останній з синів.